# Denis Le Maréchal
Pour les articles homonymes, voir Lemaréchal.
Denis Le Maréchal, parfois orthographié Lemaréchal, né le 2 janvier 1755 à Rugles (département de l'Eure), mort le 20 mars 1851 dans la même ville, est un homme politique de la Révolution française. 

## Biographie
Le Maréchal est négociant à Rugles au moment de la Révolution française, ville dont il est aussi le maire.
En 1789, Denis Le Maréchal est élu représentant du tiers-état pour le bailliage d’Évreux, le troisième sur quatre, aux États généraux. 
Le 14 mars 1791, il est élu secrétaire aux côtés de Simon-Edme Monnel (député de la Haute-Marne) et de François-Jérôme Riffard-Saint-Martin (député de l'Ardèche) sous la présidence d'Anne-Pierre de Montesquiou-Fézensac (député de la Seine). 

### Mandat à la Convention
La monarchie constitutionnelle mise en place par la constitution du 3 septembre 1791 prend fin à l'issue de la journée du 10 août 1792 : les bataillons de fédérés bretons et marseillais et les insurgés des faubourgs de Paris prennent le palais des Tuileries. Louis XVI est suspendu et incarcéré, avec sa famille, à la tour du Temple. 
En septembre 1792, Denis Le Maréchal, alors maire de Rugles, est élu député du département de l'Eure, le sixième sur onze, à la Convention nationale. 
Il siège sur les bancs de la Plaine. Lors du procès de Louis XVI, il vote « la détention, et le bannissement à la paix », et se prononce en faveur de l'appel au peuple et du sursis à l'exécution de la peine. Le 13 avril 1793, il vote en faveur de la mise en accusation de Jean-Paul Marat. Le 28 mai, il est absent lors du scrutin sur le rétablissement de la Commission des Douze. 

Denis Le Maréchal démissionne de son mandat de député le 23 septembre 1793 en invoquant des raisons familiales et des raisons de santé : 
Vous m'aviez accordé un congé motivé sur les besoins de mes affaires, et encore plus sur la maladie de ma femme et celle de mes enfants. Le chagrin et la fatigue m'ont fait ensuite éprouver le même malheur, et ma santé, très affaiblie, ainsi que le dérangement de mes affaires ne me permettent pas de reprendre mon poste. [...]
Il n'est pas inquiété durant la Terreur. Il est remplacé par Laurent Bidault le 23 nivôse an II (12 janvier 1794). 
Il reprend une carrière politique sous le Premier Empire en devenant conseiller général de l'Eure.
Royaliste modéré, il redevient député de l'Eure en août 1815, lorsqu'il est élu à la Chambre introuvable dominée par les ultra-royalistes. Il y siège avec les constitutionnels, alors classés au centre gauche.
Non réélu après la dissolution de 1816, Le Maréchal quitte alors la vie politique. Il est fait chevalier de la Légion d'honneur le 3 janvier 1821. Il meurt en 1851 à l'âge de 96 ans. Il était alors l'un des ultimes survivants de la Constituante et de la Convention.

## Titres et récompenses
- Chevalier de la Légion d'honneur[9].